# US Open-mesterskabet i mixed double 2025
|  | Denne artikel beskriver en aktuel sportsbegivenhed Informationerne kan blive ændret hurtigt, som begivenheden skrider frem. |

US Open-mesterskabet i mixed double 2025 er den 133. turnering om US Open-mesterskabet i mixed double. Turneringen er en del af US Open 2025 og bliver spillet i USTA Billie Jean King National Tennis Center i New York City, USA i perioden 19. - 20. august 2025 med deltagelse af 32 par.
I forhold til de tidligere udgaver af mesterskabet var turneringen blevet flyttet fra dens normale termin samtidig med hovedturneringerne i single og double til tirsdag og onsdag i ugen før hovedturneringerne og samtidig med kvalifikationsturneringerne i singlerækkerne, hvilket giver bedre mulighed for at de bedste singlespillere kan deltage i mesterskabet, samtidig med at førstepræmien var blevet forøget til $ 1 million. Ændringen var inspireret af en opvisningsturnering i mixed double under navnet "Mixed Madness" med deltagelse af flere store singlestjerner, der blev afviklet under kvalifikationen til US Open 2024, som blev vundet af Paula Badosa og Stefanos Tsitsipas, og som tiltrak betydelige tilskuerskarer, entusiastisk medieopmærksomhed og positiv feedback fra spillerne.
Turneringen bliver afviklet i Arthur Ashe Stadium og Louis Armstrong Stadium med deltagerfeltet reduceret fra de normale 32 til 16 par, hvoraf 8 opnår adgang på grund af deres singlerangering ved tilmeldingsfristen den 28. juli 2025, mens de sidste 8 pladser bliver uddelt som wildcards. Kampene bliver spillet bedst af tre sæt med no ad-scoring, og de to første sæt spilles først til 4 partier (i stedet for de normale 6 partier) med tiebreak ved stillingen 4-4, mens et evt. afgørende, tredje sæt afvikles i form af en match tiebreak. I finalen bliver de to første sæt dog afviklet efter de normale regler, dvs. først til 6 partier med tiebreak ved stillingen 6-6.
Mange interessante par bestående af fremtrædende singlespillere havde pr. 17. juni 2025 allerede tilmeldt sig turneringen, heraf 9 af de 10 bedste spillere på begge køns verdensranglister i single.

## Kritik af nyt format
Flere singlespillere reagerede positivt på det nye format og de forbedrede muligheder for singlespillerne, herunder Jessica Pegula og Taylor Fritz. Ændringen modtog imidlertid kritik fra flere doublespillere, herunder de forsvarende mestre, Sara Errani og Andrea Vavassori, der bl.a. kaldte de forringede muligheder for de doublespillere, der normalt udgjorde hovedparten af deltagerne i US Opens mixed double-række, for "dybt uretfærdig" og en "disrespekt for en hel kategori af spillere". Jan Zieliński, der i 2024 vandt både Australian Open- og Wimbledon-mesterskabet i mixed double skrev på Instagram, at ændringen var gennemført "uden konsultation med spillerne, uden reflektering over hvad det betyder for folks karrierer, uden respekt for historie og traditioner" og "udelukkende baseret på profit." Den tidligere top-10 doublespiller Ellen Perez skrev "Fortæl os, at I synes, at doublespillere er noget lort, og at jobmulighederne hører fortiden til, uden at sige det direkte." Og den tidligere verdensetter i double Paul McNamee udtalte, at ændringerne ville devaluere US Open-titlen i mixed double og reducere dens status til en opvisningsturnering. Som en reaktion på, at hovedparten af doublespecialisterne går glip af denne turnering, udtalte Wimbledon-mestrene i mixeddouble, den kvindelige verdensetter i double, Kateřina Siniaková, og Sem Verbeek efter deres turneringssejr: "Det er en skam, at de besluttede at gøre det. Jeg tror, der er et marketingskridt, men de fjerner muligheden for doublespillere" og "Som to sportsfolk, der ville elske at spille den, er det en skam, at vi åbenlyst ved, at det kan vi ikke... Som doublespiller bløder mit hjerte."

## Pengepræmier
Den samlede præmiesum til spillerne i mixed double androg $ 2.360.000 (ekskl. per diem), hvilket var næsten en tredobling i forhold til den foregående turnering i 2024, hvor præmiesummen blev fordelt på 32 par i stedet for 16 par.
| Resultat (antal par)  | Pengepræmier | Pengepræmier | Ændring ift. 2024 |
| Resultat (antal par)  | Pr. par      | Total        | Ændring ift. 2024 |
| --------------------- | ------------ | ------------ | ----------------- |
| Vindere (1)           | $ 1.000.000  | $ 1.000.000  | +400 %            |
| Finalister (1)        | $ 400.000    | $ 400.000    | +300 %            |
| Semifinalister (2)    | $ 200.000    | $ 400.000    | +300 %            |
| Kvartfinalister (4)   | $ 100.000    | $ 400.000    | +300 %            |
| Tabere i 1. runde (8) | $ 20.000     | $ 160.000    | +21 %             |
| Samlet præmiesum      | -            | $ 2.360.000  | +194 %            |

## Turnering

### Deltagere
Turneringen har deltagelse af 16 par, der var fordelt på:
- 8 direkte kvalificerede par i form af deres ranglisteplacering.
- 8 par, der havde modtaget et wildcard.

Ved tilmeldingsfristens udløb den 28. juli 2025 blev de otte bedste par, baseret på deres samlede placering på verdensranglisten i single, tildelt en plads i turneringen. Disse otte pladser gik til følgende par.
| Rang. | Spillere (singlerangering) | Spillere (singlerangering) |
| ----- | -------------------------- | -------------------------- |
| 12    | Emma Navarro (11)          | Jannik Sinner (1)          |
| 15    | Paula Badosa (10)          | Jack Draper (5)            |
| 16    | Iga Świątek (3)            | Casper Ruud (13)           |
| 16    | Jelena Rybakina (12)       | Taylor Fritz (4)           |
| 16    | Amanda Anisimova (7)       | Holger Rune (9)            |
| 18    | Belinda Bencic (15 SR)     | Alexander Zverev (3)       |
| 19    | Jessica Pegula (4)         | Tommy Paul (15)            |
| 19    | Mirra Andrejeva (5)        | Daniil Medvedev (14)       |

Samtidig blev seks af turneringens otte wildcards uddelt til følgende par, herunder de forsvarende mestre, Sara Errani og Andrea Vavassori, der på det tidspunkt var nr. 6 hhv. nr. 12 på verdensranglisterne i damedouble hhv. herredouble, og som var det eneste par bestående at specialiserede doublespillere.
| Rang. | Spillere (singlerangering) | Spillere (singlerangering) |
| ----- | -------------------------- | -------------------------- |
| 20    | Madison Keys (8)           | Frances Tiafoe (12)        |
| 35    | Emma Raducanu (33)         | Carlos Alcaraz (2)         |
| 46    | Olga Danilović (40)        | Novak Djokovic (6)         |
| 82    | Taylor Townsend (75)       | Ben Shelton (7)            |
| 592   | Sara Errani (284)          | Andrea Vavassori (308)     |
| 717   | Venus Williams (643)       | Reilly Opelka (74)         |

Pr. 15. august 2025 var der indløbet afbud fra tre af de spillere, der ved tilmeldingsfristens udløb havde opnået direkte adgang til turneringen. Emma Navarro meldte afbud, fordi hun foretrak at spille WTA 500-turneringen i Monterrey, og dermed måtte Jannik Sinner på jagt efter en ny makker. Paula Badosa havde trukket sig fra mesterskabet pga. en rygskade, og da Tommy Paul også trak sig fra turneringen, gik de to spilleres makkere, Jack Draper og Jessica Pegula, sammen som nyt makkerpar. Som følge af afbuddene og omdannelsen af parrene, opnåede Jasmine Paolini og Lorenzo Musetti direkte adgang til turneringen, da de indtil da havde været førstereserver.
| Rang. | Spillere (singlerangering) | Spillere (singlerangering) |
| ----- | -------------------------- | -------------------------- |
| 9     | Jessica Pegula (4)         | Jack Draper (5)            |
| 16    | Iga Świątek (3)            | Casper Ruud (13)           |
| 16    | Jelena Rybakina (12)       | Taylor Fritz (4)           |
| 16    | Amanda Anisimova (7)       | Holger Rune (9)            |
| 18    | Belinda Bencic (15 SR)     | Alexander Zverev (3)       |
| 19    | Mirra Andrejeva (5)        | Daniil Medvedev (14)       |
| 19    | Jasmine Paolini (9)        | Lorenzo Musetti (10)       |
|       | ?                          | Jannik Sinner (1)          |

Kort før turneringsstart indløb der endvidere afbud fra Jasmine Paolini, som var i singlefinalen i Cincinnati Open 2025, der blev afviklet aftenen inden starten på US Opens mixed double-turnering. Lorenzo Musetti blev i stedet sat sammen med Caty McNally, og parret blev tildelt et wildcard, eftersom McNallys rangering ikke rakte til direkte kvalifikation. Samtidig fandt Jannik Sinner sammen med den tidligere verdensetter i damedouble, Kateřina Siniaková, der ligesom Musetti og McNally blev tildelt et wildcard.
De to ledige pladser som direkte kvalificerede par blev besat af Madison Keys og Frances Tiafoe, der rykkede op fra wildcard til direkte kvalificeret, samt Karolína Muchová og Andrej Rubljov. Det ledige wildcard gik i stedet til Naomi Osaka og Gaël Monfils.
Efter lodtrækningen var foretaget meldte Jannik Sinner og Kateřina Siniaková afbud efter at Sinner dagen inden havde opgivet i Cincinnati Open-finalen på grund af sygdom. Parret blev erstattet af Danielle Collins og Christian Harrison, der var det højest rangerede par på sign-in-listen på første spilledag.
Dermed kom det samlede deltagerfelt til at bestå af følgende 16 par.

#### Direkte kvalificerede par
| Rang. | Spillere (singlerangering) | Spillere (singlerangering) |
| ----- | -------------------------- | -------------------------- |
| 9     | Jessica Pegula (4)         | Jack Draper (5)            |
| 16    | Iga Świątek (3)            | Casper Ruud (13)           |
| 16    | Jelena Rybakina (12)       | Taylor Fritz (4)           |
| 16    | Amanda Anisimova (7)       | Holger Rune (9)            |
| 18    | Belinda Bencic (15 SR)     | Alexander Zverev (3)       |
| 19    | Mirra Andrejeva (5)        | Daniil Medvedev (14)       |
| 20    | Madison Keys (8)           | Frances Tiafoe (12)        |
| 25    | Karolína Muchová (14)      | Andrej Rubljov (11)        |

#### Wildcards
| Rang. | Spillere (singlerangering) | Spillere (singlerangering) |
| ----- | -------------------------- | -------------------------- |
| 35    | Emma Raducanu (33)         | Carlos Alcaraz (2)         |
| 46    | Olga Danilović (40)        | Novak Djokovic (6)         |
| 82    | Taylor Townsend (75)       | Ben Shelton (7)            |
| 97    | Naomi Osaka (49)           | Gaël Monfils (48)          |
| 126   | Caty McNally (116)         | Lorenzo Musetti (10)       |
| 592   | Sara Errani (284)          | Andrea Vavassori (308)     |
| 717   | Venus Williams (643)       | Reilly Opelka (74)         |

#### Reserver
| Rang. | Spillere (singlerangering) | Spillere (singlerangering) |
| ----- | -------------------------- | -------------------------- |
| -     | Danielle Collins (61)      | Christian Harrison (-)     |

#### Seedede spillere
De fire bedste par blev seedet:
| Seedning | Rangering | Rangering | Spillere                     | Resultat     |
| Seedning | Sum       | Ind.      | Spillere                     | Resultat     |
| -------- | --------- | --------- | ---------------------------- | ------------ |
| 1        | 9         | 4 5       | Jessica Pegula Jack Draper   |              |
| 2        | 14        | 10 4      | Jelena Rybakina Taylor Fritz | Første runde |
| 3        | 14        | 2 12      | Iga Świątek Casper Ruud      |              |
| 4        | 20        | 9 11      | Amanda Anisimova Holger Rune | Første runde |

### Resultater
| Jessica Pegula |
| Jack Draper    |

| Emma Raducanu  |
| Carlos Alcaraz |

| Jessica Pegula |
| Jack Draper    |

| Olga Danilović |
| Novak Djokovic |

| Mirra Andrejeva |
| Daniil Medvedev |

| Mirra Andrejeva |
| Daniil Medvedev |

| Jessica Pegula |
| Jack Draper    |

| Iga Świątek |
| Casper Ruud |

| Iga Świątek |
| Casper Ruud |

| Madison Keys   |
| Frances Tiafoe |

| Iga Świątek |
| Casper Ruud |

| Naomi Osaka  |
| Gaël Monfils |

| Caty McNally    |
| Lorenzo Musetti |

| Caty McNally    |
| Lorenzo Musetti |

|  |
|  |

| Danielle Collins   |
| Christian Harrison |

|  |
|  |

| Belinda Bencic   |
| Alexander Zverev |

| Danielle Collins   |
| Christian Harrison |

| Taylor Townsend |
| Ben Shelton     |

| Taylor Townsend |
| Ben Shelton     |

| Amanda Anisimova |
| Holger Rune      |

| Danielle Collins   |
| Christian Harrison |

| Venus Williams |
| Reilly Opelka  |

| Sara Errani      |
| Andrea Vavassori |

| Karolína Muchová |
| Andrej Rubljov   |

| Karolína Muchová |
| Andrej Rubljov   |

| Sara Errani      |
| Andrea Vavassori |

| Sara Errani      |
| Andrea Vavassori |

| Jelena Rybakina |
| Taylor Fritz    |